# 佐藤亜美菜のアミメン!
『佐藤亜美菜のアミメン!』（さとうあみなのあみめん）は、2016年4月5日から2021年12月13日まで文化放送 超!A&G+で放送されていた、簡易動画付きのラジオ番組である。パーソナリティは声優の佐藤亜美菜。

## 番組概要
文化放送で番組を持つことが夢であった佐藤亜美菜が第2のK太郎を目指すべく、ひとりしゃべりするラジオである。
番組の締めの挨拶は佐藤本人が考えた「バイバ～ミヤン! おやす～ミヤン! ゆ～めあ～ん!」であり、第6回目放送から使われている。
番組のTwitterアカウントはスタッフの『ろこさん』が管理しており、本放送終了後に佐藤本人の手書きによる感想が投稿される。佐藤本人によるツイートも行われ、番組とは直接関係のない、佐藤自身に関する情報や日常についてのツイートも見られるため、佐藤亜美菜公式アカウントのような役割を果たしている。
2016年7月4日の放送でタイムリープをしたという設定が設けられたため、Twitterアカウントで用いられる放送回数と通算放送回数にはずれがある。また、設定上の第99回が2回存在する など複雑であるため、本項では2019年6月以降用いられている通算放送回数に統一して表記する。
2021年11月16日（第261回）の放送で同年12月に番組が終了することを発表。約6年間
2021年12月、2022年2月21日に番組イベント「アミメン!の前室」を開催。

### 放送日時
本放送（超!A&G+）
- 2016年4月5日 - 2021年12月13日

毎週火曜日 2:30 - 3:00（月曜日 26:30 - 27:00）
リピート放送（超!A&G+）
- 2016年4月5日 - 2020年3月24日

毎週火曜日 15:00 - 15:30
- 2020年3月31日 -

毎週火曜日 14:30 - 15:00
- 2020年7月4日 -

毎週土曜日 9:00 - 9:30

## コーナー

### 終了時点のコーナー
ビデオなかぐろチャンネル
佐藤が決めたお題となる映画作品について、観賞し感想を語り合うコーナー。映画観賞にはポップコーンが付き物ということで、コーナーを行う際にはポップコーンメーカーを使ってポップコーン作りも行う。
| 作品リスト | 作品リスト                | 作品リスト                                                          |
| No         | 放送日                    | 作品名                                                              |
| ---------- | ------------------------- | ------------------------------------------------------------------- |
| 1          | 2017年1月31日（第44回）   | 500日のサマー                                                       |
| 2          | 2017年2月21日（第47回）   | Dr.パルナサスの鏡                                                   |
| 3          | 2017年3月28日（第52回）   | きみに読む物語                                                      |
| 4          | 2017年4月18日（第55回）   | TOKYO TRIBE                                                         |
| 5          | 2017年5月30日（第61回）   | ベンジャミン・バトン 数奇な人生                                     |
| 6          | 2017年7月4日（第66回）    | セレンディピティ                                                    |
| 7          | 2017年8月14日（第72回）   | トップガン                                                          |
| 8          | 2017年9月18日（第77回）   | キサラギ                                                            |
| 9          | 2017年10月30日（第83回）  | トロール・ハンター                                                  |
| 10         | 2017年12月12日（第89回）  | 阪急電車 片道15分の奇跡                                             |
| 11         | 2018年2月20日（第99回）   | サプライズ                                                          |
| 12         | 2018年9月4日（第127回）   | ベイビー・ドライバー                                                |
| 13         | 2018年12月25日（第143回） | 映画 HUGっと!プリキュア♡ふたりはプリキュア オールスターズメモリーズ |
| 14         | 2019年4月9日（第158回）   | レディ・プレイヤー1                                                 |
| 15         | 2019年8月13日（第174回）  | 人生スイッチ                                                        |
| 16         | 2019年10月15日（第185回） | ヒックとドラゴン                                                    |
| 17         | 2020年3月10日（第206回）  | ダ・ヴィンチ・コード                                                |

亜美菜ちゃんを見た
ダウンタウンDX風に亜美菜ちゃんのいろんな目撃情報を送ってもらうコーナー。
基本的にはこんなことやっていそう、こんなことやっていたら面白い等の大喜利ネタだが、たまに実際に見かけた場合が紛れるかもという楽しみもある。
面白写真投稿コーナー
リスナーのフォルダの中に眠る面白写真を紹介するコーナー（ネットからの拾い画像はNG）。
アミメン!テーマメール
佐藤が設けたテーマに対してリスナーからメールを募集する。「井口裕香のトーキングすむすむ」にゲスト出演した際、パーソナリティで事務所の先輩である井口裕香に番組へのメールが増えるためにどうしたらよいかという相談をした結果、テーマを設けてリスナーにいろいろ投げかけてみたらどうかというアドバイスにより始動した。
| 過去の募集テーマ | 過去の募集テーマ                           |
| No               | 募集テーマ                                 |
| ---------------- | ------------------------------------------ |
| 1                | 最近ハマっていること                       |
| 2                | 佐藤亜美菜がまだされたことがなさそうな質問 |

### 過去のコーナー
亜美菜のエヌジー
基本的にNGがないと言っている佐藤が仕事でNGとしそうなことをリスナーに送ってきてもらい、それがNGかOKかを判定するコーナー。佐藤本人がOKでも事務所がNGを出す場合がある。
亜美菜のトマト克服日記
佐藤が苦手だというトマトを、自分で育てて収穫することで克服していこうとするコーナー。
目指せ! A&Gクオリティー
第2回放送で自らの下着の色を言ってしまったり、本編ではカットされたが、その日のパンツの色をカメラの前で確認してしまった佐藤。そこで、「こういう時はこういうことをするのがA&Gクオリティー」だということをリスナーに送ってきてもらい、佐藤がA&Gクオリティーを学ぼうというコーナー。
VR浜松町
紙粘土を使い、文化放送のある浜松町の街並みを作るコーナー。
ベストQ
佐藤によって出題される「答え」のお題に対して、それに見合う「問題文」を募集するコーナー。
レアノイズ
リスナーが日常で聴いたなかなか出会うことのない音源の情報を募集するコーナー。
超マーケティング用 履歴書
リスナー調査を行うために履歴書、プロフィールを募集。
あみ姉に言わせよう!深夜の萌えゼリフ
あみ姉に言わせたい萌えゼリフを送ってくるコーナー。
妄想彼女亜美菜ちゃん
"会いに行けるアイドル"から"付き合える声優"を目指すというコンセプトのもと、リスナーからラブレターを募集し、気に入ったラブレターを贈ってきたリスナーを番組内で彼氏として認定する。

## ゲスト
- 第40回（2017年1月3日） 渡航（「ガーリッシュナンバー」原作者）
- 第68回（2017年7月18日） 本渡楓、天津向
- 第92回（2018年1月2日） 本渡楓、天津向
- 第128回（2018年9月11日） 飯田友子、アナホッタ所長
- 第140回（2018年12月4日） 土師亜文

## エピソード
- 第4回放送では「リッツの会」と称し、構成作家の関美栄、ディレクターの滝澤瞳などをゲストに呼んでトークをした[8]。
- 第6回放送の亜美菜のトマト克服日記のコーナー内で育てていたホーム桃太郎EXの芽がほとんど枯れていたことが発覚し、無事だった苗の他にとうもろこしなどを育てることになった。しかし、第7回放送で無事だったトマトの苗も枯れてしまい、第10回放送ではトマトから切り替えたとうもろこしも枯れてしまう。また新たなトマトを育てようとしていた矢先、第7回で枯れたまま文化放送屋上に放置していたトマトの苗が奇跡の復活。第19回（タイムリープ後の第6回）放送時点でもスクスクと育っている。ちなみにタイムリープ後はホーム桃太郎EXを買う世界線ではないので、既に育っているトマトの苗を買ってきて育てていることになっている。
- 第12回放送ではメール投稿における書き方の講座を行った[9]。
- 当番組はタイムリープをするラジオ番組である。第13回放送（2016年6月28日）を一区切りに、第14回放送は存在せず、7月からスタートした新番組として改めて第1回目（2016年7月5日）の放送となった[10]。このため、タイムリープ後の放送回でリープ前の放送回の内容の話題になると「佐藤がその記憶をたどろうとするが、頭痛が起きてうやむやになる」という小芝居が挿入されていた。以降は放送後の番組Twitterアカウントにおいても2016年7月5日の放送を第1回とした放送回数でカウントされていた[10]。しかし、途中でずれが生じ混乱が起こるようになった[11] ため、2019年6月4日の放送（通算放送回数で第166回）からは2016年4月5日を基準とした放送回数で表すことになった[12]。
- 第27回放送（2016年10月4日）から第29回放送（2016年10月18日）まで『ありがとうテラスハウススペシャル』として3週にわたり、テラスハウスの感想を語り続けた。
- 第31回放送（2016年11月1日）では、『超マーケティングラジオ』に方針転換することを発表した。リスナー実態調査として、リスナーのプロフィールを履歴書形式で送ってもらうように呼びかけた。
- 第38回放送（2016年12月20日）は初のロケとしてお台場デート企画を行った。佐藤が自撮りを行い、視聴しているリスナーがデートしているような雰囲気を楽しめる構成となっていた。
- 第40回放送（2017年1月3日）は佐藤が桜ヶ丘七海役として出演したアニメ「ガーリッシュナンバー」の原作者である渡航をゲストとして迎えた[13]。
- 第41回放送（2017年1月10日）で発表した『今年やりたい10のこと』で挙げた「みんなのお姉ちゃんになる」という項目に従い、「亜美菜＝お姉ちゃん、リスナー＝弟、妹たち」という設定が生まれることになった。これを機に番組へのメールも「あみな」→「あみ姉」、「ラジオネーム」→「弟ネーム」「妹ネーム」として送られるようになる。
- 第50回放送（2017年3月14日）ではテーマ『お姉ちゃん』でポエム大会を行った。
- 第51回放送（2017年3月21日）はこれまでのお姉ちゃん設定ではなく、リスナーの妹設定で『ワガママ妹あみなのバーゲンセール』を開催した。
- 第53回放送（2017年4月4日）では3月25日に発売された「AKB48 衣装図鑑 放課後のクローゼット」を見ながら衣装についての思い入れを語った。
- 第58回放送（2017年5月9日）ではゴールデンウィーク中に観劇したミュージカル『アニー』について語り、思い出のシーンを再現しながら劇中のナンバー「Tomorrow」も歌い出した。
- 第64回放送（2017年6月21日）には、リスナーがどんな環境でアミメン!を聴いているかを知りたいということで、放送時間中にカウントダウンを行い撮影をしてもらい、送られてきた写真を次週の放送で紹介した。
- 第68回放送（2017年7月18日）、第92回放送（2018年1月2日）では当時、前の時間帯に放送されていた『本渡楓と天津向の「本渡上陸作戦」』との合同演習（相互ゲスト出演）を行った[14][15]。
- 第81回放送（2017年10月17日）では前週放送後のTwitterアンケート結果により[16]、女子高校生のコスプレをして出演した。
- 第83回放送（2017年10月31日）で番組の新しいキャッチコピーを『YOU & ME』することを発表した[17]。リスナーを見守り型ではなく、参加型にしたいという思いのもと、これまでのお姉ちゃん設定から変更することになった。放送中のTwitterでの実況が番組への参加（メールを送ること）への妨げとなっているのではないかと考えた結果、ハッシュタグでの実況を禁止することを決定したが[17]、考え直し翌週の放送で取りやめとなった[18]。
- 第100回放送（2018年2月27日）は時空のゆがみを考慮すると第87回放送となるので、特別な回ではなかった。しかし、リスナーからお祝いに画面キャプチャーを使ったモザイクアート画像（アミメンTシャツロゴ風）が送られた[19]。
- 第102回放送（2018年3月13日）からはコーナーなしでふつおたとフリートークだけで構成された放送をすることがほとんどである。
- 第106回放送（2018年4月10日）は、リスナーにプレゼントされたAmazonギフト券で購入したはいからさんの衣装で出演した[20]。
- 第154回放送（2019年3月19日）では別人の『アミニャン』がメイク動画配信を行うという設定でいつもとは異なったテイストの放送がされた[21]。
- 第147回放送以降しばしばJUDGE EYES:死神の遺言をプレイしての感想を語っている。これがスタッフ内で好評であったことから第164回放送（2019年5月28日）でリスナーから佐藤本人にプレイして欲しいゲームを募集し[22]、翌週の第165回放送でデトロイト ビカム ヒューマンに決まった[11]。少しプレイして自身に合わなかったという話を第166回放送でしていたが、クリアしたことを第167回放送で報告した[23]。
- 第163回放送（2019年5月14日）では崎陽軒のシウマイ弁当を実際に食べながら[24]、こだわりの食べ方を披露した[25]。

## 関連商品
グッズ
- アミメン!Tシャツ

創作ユニットあわたプロ描きおろしの番組オリジナルTシャツ。
2016年夏に開催されたコミックマーケット90の企業ブースで先行販売された後、A&Gショップで販売が行われた。現在は完売している。
- アミメン!バラエティセット

マグネットセット、ホテルキー、A4クリアファイルの3点セット。
袋詰めは主に本人が担当し、マグネットセットには直筆メッセージ入り（当たり）のものが多く含まれている。
2018年夏に開催されたコミックマーケット94の企業ブースでの先行販売を皮切りにA&Gショップで販売が行われた。現在は完売している。
- アミメン!カレンダー2020

卓上カレンダー。
初回特典としてオフショットを使ったA&Gショップ限定のポストカードが付いてくる。
2019年冬に開催されたコミックマーケット97の企業ブースでの先行販売を皮切りにA&Gショップで販売が行われた。
- アミメン!カレンダー2021

B3サイズポスターカレンダー。ランダムでポストカード1枚封入(全10種)封入。
初回特典は亜美菜さんサイン付きポストカード。
A&Gショップで販売が行われた。